# Peter Huchel
Peter Huchel (vlastním jménem Helmut Huchel, 3. dubna 1903 Lichterfelde u Berlína, dnes Berlín-Lichterfelde – 30. dubna 1981 Staufen) byl německý básník, dramatik a editor.

## Biografie
V letech 1923 až 1926 studoval literaturu a filosofii v Berlíně, Freiburgu a Vídni, v letech 1927 až 1930 cestoval po Francii, Rumunsku, Maďarsku a Turecku. První básně uveřejnil v letech 1931 až 1936, od roku 1934 psal rozhlasové hry. Za války bojoval na východní frontě a skončil v sovětském zajetí. Po návratu opět pracoval pro východoněmecký rozhlas a redigoval literární revue Sinn und Form. V roce 1961 se dostal do konfliktu s východoněmeckým režimem, následujícího roku byl nucen vzdát se pozice šéfredaktora Sinn und Form a žil pak v izolaci pod dohledem státní bezpečnosti Stasi. Roku 1971 mu bylo dovoleno emigrovat na Západ.

## Dílo
Peter Huchel byl autorem především poesie, k jeho známějším básním patří např. 'Thrakien'.

### České překlady
- Silnice silnice. 1. vyd. Praha : SNKLU, 1964. 95 S. Překlad: Ludvík Kundera
- Dvanáct nocí. 1. vyd. Praha : Mladá fronta, 1958. 138 S. Překlad: Ludvík Kundera

### Slovenské překlady
- Zrátané dni. Ars Poetica, 2006. 243 S. Překlad: Ján Štrasser, Peter Zajac